# Iglesia de Nuestra Señora de las Nieves (Villel)
La iglesia de Nuestra Señora de la Nieves es una iglesia de Villel, Aragón, una de las más monumentales de la provincia de Teruel.

## Historia
Del siglo XVIII, en la Guerra Civil fue saqueada y quemado todo su mobiliario, incluidos el órgano y la predicadera. En esta se bautizó a Tadeo Calomarde.

## Descripción
Es un templo de planta de salón, con sus tres naves a la misma altura, estas están formadas por pilares de gran altura. El edificio está construido en mampostería con piedra arenisca de la zona, posee dos puertas barrocas, una a cada lado, cubierta a dos aguas y torre campanario de tres cuerpos a los pies, lado del evangelio.